# شعارهای انقلاب ۱۳۵۷ ایران

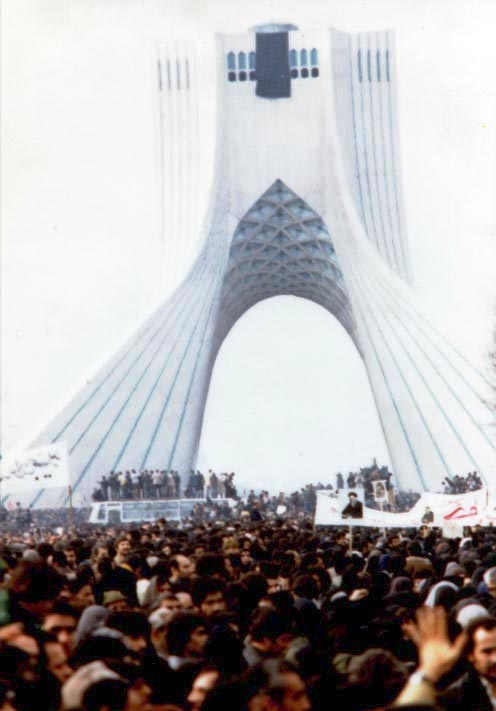
تجمع تظاهر کنندگان در آستانه انقلاب 1357- میدان آزادی تهران

این مقاله به شعارهای مردم در جریان انقلاب ۱۳۵۷ ایران می‌پردازد.

## تحلیل‌ها
جامعه‌شناسان شعارهای یک انقلاب را برای مطالعه دربارهٔ مواردی همچون نظرات جامعهٔ در حال انقلاب دربارهٔ رژیم حاکم، دلایل مخالفت با آن، پیروی از رهبران انقلابی خاص، آرمان‌ها و اعتقادات مردم انقلابی، و کمال مطلوب آن‌ها در پی‌ریزی نظام جدید، مورد بررسی قرار می‌دهند.
به اعتقاد احمد سلامتیان، کارشناس مسائل سیاسی ایران و نماینده اولین دوره مجلس پس از انقلاب، جامعهٔ ایران فرهنگ شفاهی دارد و شعر در آن اهمیت بسیار دارد؛ بنابراین در هر فعالیت جمعی شعرها به‌طور چشمگیری وجود دارند. به اعتقاد عباس عبدی، کارشناس مسایل ایران و از فعالان سیاسی این دوران، بحث استقلال سیاسی، دخالت بیگانگان و وابستگی محمدرضا شاه به آن‌ها بحثی کلیدی بود که در شعارها نیز تجلی یافته‌است؛ ولی ترکیب این موارد با آزادی و جمهوری اسلامی، به تدریج شکل گرفت. به اعتقاد ابراهیم نبوی شعارهای انقلاب در دو دوره زمانی شکل گرفتند. به گفته وی «به نظر می‌رسد از پاییز سال ۵۷ به بعد، سر و سامانی در شعارها وجود دارد و حساب شده هستند، ولی تا پیش از آن، مثلاً در تظاهراتی که گروه‌های دانشجویی تا پیش از مهر و آبان ۵۷ برگزار می‌کردند، بیشتر شعارها علیه حکومت، شاه و استبداد بود، ولی نام آیت‌الله خمینی و تأکید بر وجه اسلامی انقلاب از نیمه دوم سال ۵۷ در شعارها مطرح شد یعنی زمانی که رهبران انقلاب و گروه‌هایی که انقلاب را سازماندهی می‌کردند، در حال ثبت سند انقلاب به نام خود بودند.» فرخ نگهدار، از رهبران گروه‌های چپگرای مخالف شاه می‌گوید «شرکت وسیع مردم از تمام گروه‌ها در تجمع‌های انقلابی ویژگی بارز روزهای قبل از پیروزی این انقلاب بود، ولی نوعی انحصار طلبی وجود داشت و طرفداران آیت‌الله خمینی اجازه نمی‌دادند دیگران با شعارهای خود در خیابان‌ها تظاهرات کنند و حضور داشته باشند.» ولی عباس عبدی معتقد است شعارهای چپ‌ها در بین مردم تعمیم نمی‌یافت. احمد سلامتیان معتقد است چون مراحل مختلف اوج‌گیری انقلاب مقارن با مناسبت‌های مذهبی می‌شد، شعارهایی که در مراسم مذهبی مانند عاشورا و نوحه داده می‌شد با وجود اینکه تنها سیاسی بودند، ساختمان‌بندی مذهبی این مراسم را حفظ می‌کردند. همچنین معتقد است پیش و پس از پیروزی انقلاب، پلاکاردها و عکس‌های دست تظاهرکنندگان و شعارها تفاوت محسوسی دارند: پیش از انقلاب در پلاکاردهای گروه‌ها و دسته‌های مختلف عکس‌های محمد مصدق، علی شریعتی یا عکس‌های قربانیان سرکوب دیده می‌شود ولی پس از انقلاب جز عکس روح‌الله خمینی و پلاکاردهای بزرگ و پرچم‌های مذهبی باقی نماند.

## فهرست شعارها بر پایهٔ موضوع

### نفی رژیم شاه
- ازهاری بیچاره، ای سگ چارستاره، باز هم بگو نواره، نوار که پا نداره[۳]
- نه شریفی نه امامی بلکه یک خر تمامی[۴]
- ما می‌گیم شاه نمی‌خوایم، نخست‌وزیر عوض می‌شه! ما می‌گیم خر نمی‌خوایم، پالون خر عوض می‌شه! نه شاه می‌خوایم نه شاپور، لعنت به هرچی مزدور!
- نصرُ من‌الله و فتحٌ قریب، مرگ بر این سلطنت پرفریب[۵](نمونه دیگر: مرگ بر این دولت مردم فریب[۶])
- زیر بار ستم نمی‌کنیم زندگی جان فدا می‌کنیم در ره آزادگی / سرنگون می‌کنیم سلطنت پهلوی / مرگ بر شاه (۲)[۷]
- نظام شاهنشاهی، عامل هر فساد است / جمهوری اسلامی، مظهر عدل و داد است[۸]

### دربارهٔ روح‌الله خمینی
- حزب توده ایران، برنامه انقلابی آیت‌الله خمینی را مورد تأیید قرار می‌دهد[۱]
- درود بر خمینی، رهبر انقلاب، مدافع استقلال، آزادی و حقوق زحمتکشان[۱]
- درود بر چریک‌های مسلمان و فدایی امام خمینی[۱]
- درود بر خمینی / سلام بر مجاهد / درود بر خمینی / رهبر مستضعفین[۱]
- درود بر خمینی رهبر ما مجاهدین[۱]
- درود ما کارگران پالایشگاه تهران بر امام خمینی[۱]
- کارگر، دهقان، مستضعف، رنجبر / خمینی است رهبر[۱]
- ما کارگران، حکومت اسلامی به رهبری امام خمینی می‌خواهیم.[۱]
- الله‌اکبر، خمینی رهبر
- اینست شعار ملی: خدا، قرآن، خمینی
- با خون خود نوشتم، از جان خود گذشتم، یا مرگ یا خمینی[۵]
- خمینی بت‌شکن / ریشهٔ شاهو بکن.
- خمینی، خمینی، ای رهبر بت‌شکن، بر ما نظر برفکن[۶]
- رهبر نهضت آزادگانست آیت‌الله خمینی / انقلابی‌ترین مرد جهانست آیت‌الله خمینی.
- رهبر نهضت ما شیعیان است آیت‌الله خمینی / او فرستادهٔ صاحب زمان است آیت الله خمینی
- نهضت ما حسینیه، رهبر ما خمینیه[۶]
- کار شاه تمام است خمینی امام است / استقلال و آزادی جمهوری اسلامی آخرین کلام است.
- درود بر خمینی بت‌شکن / مرگ بر این یزید قانون‌شکن.
- بیا خمینی وطن انقلابست / نقش مخالفان تو بر آبست
- جان ما فدایت / همچو مصطفایت
- ما همه سرباز توایم خمینی / گوش به‌فرمان توایم خمینی.
- یک شنبه آقا نیاد / دوشنبه انقلابست.
- صل علی‌محمد / رهبر ما خوش آمد.[۹]
- لحظه به لحظه گویم / زیر شکنجه گویم / یا مرگ یا خمینی[۱۰]

### شعارهای ضد شخص شاه
- مرگ بر شاه
- ای امام زمان رحمی به‌ما کن، ما را از دست این جلاد رها کن.
- شاه زنازاده‌است، خمینی آزاده است.
- شاه حرامزاده است، خمینی آزاده است.[۱۱]
- ای بی‌شرف حیا کن سلطنت را رها کن.
- به‌همت توده‌ها، شاه تو را می‌کشیم.
- با پتک کارگر، با داس برزگر، از ریشه برکنیم، این شاه حیله‌گر.
- تا مرگ شاه خائن نهضت ادامه دارد.
- این شاه آمریکائی، اعدام باید گردد.
- شاه جنایت می‌کند، کارتر حمایت می‌کند.[۱۲]
- به کوری چشم شاه، زمستون هم بهاره (در اشاره به هوای بهاری بهمن سال ۵۷)[۱۳]
- تا شاه کفن نشود، این وطن، وطن نشود
- امروز هوا بارونیه، کشتن شاه قانونیه
- امروز هوا ابریه، مردن شاه حتمیه
- ما شیر و موز نمی‌خوایم، ما شاهِ دزد نمی‌خوایم (در مدارس)[۵]
- ای شاه خائن آواره گردی / خاک وطن را ویرانه کردی / کشتی جوانان وطن آه و واویلا / کردی هزاران تن کفن آه و واویلا / مرگ بر شاه[۱۴]

### شعارهای ضد فرح
- شاه جنایت می‌کند، جنده زیارت می‌کند.[۱۵]
- فرح شورتت چه رنگه؟ کارتر می‌گه سه‌رنگه.[۱۶]
- کارتر فرحو با نازش می‌خواد، شرکت نفتو جهازش می‌خواد.[۱۷]
- فرح پاشو جا بنداز، کار جیمی رو راه بنداز[۱۸]
- فری غصه نخور مملی بمیره جیمی خودش میاد تور رو می‌گیره[۵]
- اشک چشم ما شوره، کارتر با فرح جوره[۱۹]

### شعارهای ضد دیگر اعضای خانواده سلطنتی
- کودکان از کودکی از کشتن موران خوشند خاندان پهلوی از کودکی آدم کشند.[۲۰]
- دربارهٔ رضا پهلوی: ولیعهد سلطنت محال است ‏سگ زرد برادر شغال است.[۲۱]
- دربارهٔ رضاشاه: هر کی بر سر قبر رضا کچل نرینه الهی که خیر از کونش نبینه.[۲۲]
- دربارهٔ اشرف پهلوی، خواهر شاه (از زبان ساکنان شهر نو): شاه طرفدار ماست خواهرش همکار ماست.[۲۳]

### شعارهای ضد بختیار
- این است شعار بختیار، منقل و وافور رو بیار
- بختیار، بختیار، مأمور بی‌اختیار، سگ جدید دربار (نسخهٔ دیگر: نوکر بی‌اختیار).
- نه شاه می‌خوایم نه شاهپور، مرگ بر این دو مزدور.
- کابینهٔ بختیار، توطئه آمریکاست.
- بختیار شیره‌کش، باید بره مراکش.
- وای به‌حالت بختیار، اگر امام فردا نیاد[۲۴] (نسخهٔ دیگر: اگر خمینی دیر بیاد).
- بختیار توله‌سگ، آقا میاد صددرصد
- یک مملکت، یک دولت، آن هم به‌رأی ملت[۲۵]
- بختیار بختیار منقلت رو نگه‌دار. (در پاسخ شعاری که هواداران بختیار ساخته بودند که «بختیار بختیار سنگرتو نگه‌دار»)[۲۶]
- فرموده خمینی برچیدن یزید است / کابینه بختیار یک حیله جدید است.[۸][۲۷]

### شاخصه‌های هویت ایرانی
- ایران کشور ماست، خمینی رهبر ماست
- ایران ما دریای خون است، رژیم ظالم شاه سرنگون است
- ایران وطن ماست، خاکش کفن ماست
- ارتش ایران حسینی شده، رهبر ایران خمینی شده[۲۸]

### شعارهای مربوط به ارتش
- برای حفظ قرآن ارتش تو یار ما باش[۲۴]
- برادر ارتشی چرا برادرکشی؟[۲۴]
- ارتش دنیا دشمن‌کش است، ارتش ایران برادرکش است
- ارتش به این بی‌غیرتی، هرگز ندیده ملتی
- به گفتهٔ خمینی، ارتش برادر ماست
- ما به شما گل میدیم، شما به ما گلوله[۵]
- ارتش تو بی‌گناهی آلت دست شاهی
- ارتش تو هم با ما باش با ملت هم صدا باش / در راه حق به‌پا باش با دشمن آشنا باش.
- ارتش تو خون ملتی تا کی اسیر ذلتی.
- سرباز برادر ماست ارتش دشمن ماست.
- فرمانده ارتشی توئی که آدم‌کشی، سرباز زحمتکش است.
- اَگه ارتش نباشه شاه به‌خودش می‌شاشه.
- گل‌های ایران همه پرپر شده / ارتش ما خر بوده خرتر شده.
- ارتش جنایتکار است مزدور استعمار است.
- ما ارتش ملی می‌خوایم نه ارتش آمریکایی.[۲۹]
- ارتش برادر ماست، خمینی رهبر ماست.

### شعارهای مربوط به گروه‌های سیاسی
- تنها ره رهایی، راه مجاهدین است
- درود خلق و خالق، نثار تو مجاهد
- تنها ره رهایی، پیوند با فدایی
- فدایی، فدایی، تو افتخار مایی
- درود بر فدایی، سرچشمه رهائی[۵]
- تنها ره رهایی، مسلسل مجاهد و فدایی
- درود بر فدایی، رزمندهٔ نهایی[۳۰]

### شعارهای تاکتیکی و تهییجی
- استقلال، آزادی، جمهوری اسلامی[۲۴]
- زن‌ها به ما پیوستند، بی‌غیرت‌ها نشستند
- مردم چرا نشستین؟ ایران شده فلسطین
- ای شهید حق آیم به سویت بهشت موعود در پیش رویت مرگ بر شاه، مرگ بر شاه زنده و جاوید باد یاد شهیدان ما. می‌کشم، می‌کشم، آنکه برادرم کشت[۳۱]
- مردم چرا نشستین؟ نکنه که شاه‌پرستین؟
- تنها ره سعادت: ایمان، جهاد، شهادت
- برادر مجاهد، شهادتت مبارک
- برادر شهیدم، راهت ادامه دارد
- سکوت هر مسلمان، خیانت است به قرآن
- توپ، تانک، مسلسل دیگر اثر ندارد، حتی اگر شب و روز بر ما گلوله بارد[۵]
- توپ، تانک، مسلسل دیگر اثر ندارد، به مادرم بگویید دیگر پسر ندارد
- قسم به‌روح مادرم فاطمه ندارم از کشته شدن واهمه.[۳۲]
- وای اگر خمینی حکم جهادم دهد / ارتش دنیا نتواند که جوابم دهد.[۳۳]
- می‌کشم می‌کشم آنکه برادرم کشت.[۳۴]
- رکس آبادان را / کتاب قرآن را / مسجد کرمان را / شاه به آتش کشید / شاه به آتش کشید[۳۵]
- وای به روزی که مسلح شویم[۲۴]

### شعارهای تأیید دولت بازرگان
- بازرگان، مجری حکم قرآن
- سلام بر بازرگان، نخست‌وزیر ایران
- بازرگان، بازرگان نخست‌وزیر مائی، بختیار، بختیار نوکر آمریکایی[۵]
- بازرگان، بازرگان؛ نخست‌وزیر امام
- بازرگان، بازرگان؛ نخست‌وزیر قرآن[۲۴]

### شعارهای عامیانه و شوخی
- ما اعتراض داریم، شوهر نیاز داریم
- چرا جوونا رو کشتین، ما رو بی‌شوهر گذاشتین[۵]
- مجاهدا شعار میدن شاه بمیره ناهار میدن[۳۶]

### شعرهای انقلابی
- کارگر- برزگر- رنجبر / ای کارگر، ما با هم متحد می‌شویم… / تا برکنیم ریشه استثمار… / درود، درود، درود … / درود بر خمینی.[۸]
- اتحاد – اتحاد – اتحاد / ای ملت ما با هم متحد می‌شویم … / تا برکنیم ریشه استثمار… / درود، درود، درود … / درود بر خمینی.[۸]

### شعارهای مربوط به کشته‌شدگان
- در طلوع آزادی، جای شهدا خالی[۲۴]
- برادر شهیدم راهت ادامه دارد[۶]
- امشب شب آزادی است، جای شهدا خالی است[۳۷]